# Anuradha Gandhi
Anuradha Gandhi (em hindi:  अनुराधा गांधी, 28 de março de 1954 - 12 de abril de 2008) foi uma revolucionária indiana, membro do Comitê Central do Partido Comunista da Índia (Maoísta), teórica e líder da ala feminina do partido. Sendo a única mulher membro do Comitê Central. Esposa de Kobad Gandhi. Ela morreu de malária.

## Memória
Desde 2008, leituras memoriais em seu nome são realizadas na Universidade Jawaharlal Nehru. Em 2010, Jan Myrdal deu uma palestra, em 2011 - Baburam Bhattarai, em 2012 - Arundhati Roy, que escreveu o prefácio da coleção de artigos de Anuradha Gandhi.

## Trajetória
Filha de pais comunistas militantes do Partido Comunista em Mumbai, na Índia, Anuradha Gandhi iniciou sua participação na política na década de 70, enquanto frequentava o Elphinstone College, considerado um centro de ativistas de esquerda. Ainda durante sua atuação estudantil, juntou-se no Movimento Progressista da Juventude em sua universidade. Em 1969 foi uma peça importante na fundação do Partido Comunista da Índia (Marxista-Leninista a sua época). Em 1974 foi figura fundamental do movimento dos Panteras Dalit.

## Obra
- Sobre as Correntes Filosóficas dentro do Movimento Feminista. [4] [5]

## Ligações
- Kobad Ghandy (8 de maio de 2010). «Letter to the Editor». OPEN Magazine (em inglês)
- [Rahul Pandita (26 de setembro de 2009). «The Rebel». OPEN Magazine (em inglês)
- «Anuradha Gandhi: A Marxist Theoretician, an Exemplary Communist & Great Leader of the Indian Revolutionary Movement» (em inglês)

1. ↑  https://www.marxists.org/archive/gandhy/index.htm
2. ↑    P. Govindan Kutty, «Anuradha Gandhi, lider revolucionaria indiana». Nova Cultura. Consultado em 3 de julho de 2024.
3. ↑  https://www.womensactivism.nyc/stories/9238
4. ↑  «As Correntes Filosóficas no Movimento Feminista». NOVACULTURA.info. Consultado em 3 de julho de 2024
5. ↑  «Philosophical Trends In The Feminist Movement». GoodReads.info